# Mendhausen
Mendhausen è una frazione della città tedesca di Römhild, in Turingia.